# BET Awards
Les BET Awards ont été créés en 2001 par la chaîne Black Entertainment Television pour récompenser principalement les Afro-Américains et autres minorités dans divers domaines de divertissement.
En 2001, la cérémonie eut lieu à Las Vegas. De 2002 à 2005, à Hollywood (Los Angeles). De 2006 à 2012, au Shrine Auditorium à Los Angeles. Depuis 2013, elle a lieu au Microsoft Theater, toujours à Los Angeles.
La cérémonie, qui a lieu tous les ans, est retransmise en direct sur BET. Les trophées remis aux lauréats ont été dessinés par l'artiste Carlos Mare139 Rodriguez.
La cérémonie de l'année 2016 a été diffusée sur BET France.

## Catégories
- Meilleur acteur (Best Actor)
- Meilleure actrice (Best Actress)
- Meilleur film (Best Movie)
- Meilleur réalisateur (Music Video Director
- Meilleur(e) artiste de gospel (Best Gospel Artist)
- Meilleur artiste masculin de hip-hop (Best Male Hip-Hop Artist)
- Meilleure artiste féminine de hip-hop (Best Female Hip-Hop Artist)
- Meilleur artiste masculin de RnB (Best Male R&B Artist)
- Meilleure artiste féminine de RnB (Best Female R&B Artist)
- Meilleur(e) nouvel(le) artiste (Best New Artist)
- Meilleur groupe (Best Group)
- Meilleure collaboration (Best Collaboration)
- Vidéo de l'année (Video of the Year)
- Meilleur athlète masculin (Best Sportsman)
- Meilleure athlète féminine (Best Sportswoman)
- Choix du téléspectateur (Viewer's Choice)
- Choix du téléspectateur international (International Viewers' Choice Award)
- Centric Award (Centric Award)
- Humanitarian Award (Humanitarian Award)
- Meilleur artiste international : Afrique (Best International Act: Africa)
- Meilleur artiste international : Europe -Royaume-Uni avant 2017- (Best International Act: UK)
- FANdemonium Award (arrêté en 2016)

## Récompenses spéciales

### BET Lifetime Achievement Award
Le BET Lifetime Achievement Award récompense un artiste ou un groupe pour l'ensemble de sa carrière et son apport important dans l'industrie musicale.
- 2001 : Whitney Houston
- 2002 : Earth Wind & Fire
- 2003 : James Brown
- 2004 : The Isley Brothers
- 2005 : Gladys Knight
- 2006 : Chaka Khan
- 2007 : Diana Ross
- 2008 : Al Green
- 2009 : The O'Jays
- 2010 : Prince
- 2011 : Patti LaBelle
- 2012 : Frankie Beverly
- 2013 : Charlie Wilson
- 2014 : Lionel Richie
- 2015 : Smokey Robinson
- 2015 :  Janet Jackson
- 2016 : Samuel L. Jackson
- 2017 : New Edition
- 2018 : Anita Baker
- 2019 : Mary J. Blige

### BET Humanitarian Award
Le BET Humanitarian Award est décerné à un philanthrope célèbre qui donne de son temps et de son argent à une cause caritative.
- 2002 : Mohamed Ali
- 2003 : Earvin "Magic" Johnson
- 2004 : Danny Glover
- 2005 : Denzel Washington et Pauletta Washington
- 2006 : Harry Belafonte
- 2007 : Don Cheadle
- 2008 : Quincy Jones
- 2009 : Alicia Keys et Wyclef Jean
- 2010 : John Legend
- 2011 : Steve Harvey
- 2012 : Al Sharpton
- 2013 : Dwyane Wade
- 2014 : Myrlie Evers-Williams
- 2015 : Tom Joyner
- 2016 : Jesse Williams
- 2017 : Chance the Rapper
- 2018 : Naomi Wadler, Mamoudou Gassama, Justin Blackman, Shaun King, Anthony Borges et James Shaw Jr.
- 2019 : Nipsey Hussle

### BET Shine A Light Award
Le BET Shine A Light Award est décerné à des militants communautaires exceptionnels.
- 2015 : Bivian "Sonny" Lee III[1]
- 2016 : Marcus Duke[2] et Kenyatta Hents Ruffin
- 2017 : Michael Bennett, Martellus Bennett[3],[4] et Tamika Mallory[5]
- 2018 : Brittany Packnett (en)[6]
- 2019 : Candice Payne[7]

### BET Ultimate Icon Award
En 2015, la catégorie du Ultimate Icon Award a été créée. Il est remis à un artiste vétéran dont la carrière est considérée comme emblématique par les fans et les critiques pour leurs contributions notables dans les domaines de la musique, de la danse et des vidéoclips.
- 2015 : Janet Jackson
- 2020: beyoncé
- 2018 : Debra L. Lee (en)
- 2019 : Tyler Perry[8]

## Records
- Beyoncé 30,
- Bruno Mars 16,
- Chris Brown 15,
- Drake 13,
- Serena Williams 12,
- Nicki Minaj 11